# Iñaki Azkuna
Iñaki Azkuna Urreta (Durango, 14 februari 1943 – Bilbao, 20 maart 2014) was een Spaans politicus. Hij was burgemeester van Bilbao en politiek leider van de Baskische Nationalistische Partij.